# ویلی وانکا
ویلی وانکا (به انگلیسی: Willy Wonka) شخصیتی خیالی در رمان چارلی و کارخانه شکلات‌سازی (۱۹۶۴) نوشتهٔ رولد دال است. فیلم‌هایی هم بر اساس همین رمان ساخته شده‌است.
در کتاب و فیلم ویلی وانکا و کارخانهٔ شکلات‌سازی که سال ۱۹۷۱ ساخته شد ویلی وانکا دارای شخصیتی عجیب و غریب است که از نبوغ و خلاقیتش سرچشمه گرفته‌است. این عجیب و غریب بودن باعث گیج کردن دیگر شخصیت‌ها می‌شود اما چارلی از رفتار ویلی وانکا خوشش می‌آید. در فیلم چارلی و کارخانه شکلات سازی که سال ۲۰۰۵ ساخته شد شخصیت ویلی وانکا کمی دارای نقطه ضعف‌هایی دوست داشتنی است.
در سال ۲۰۲۳ فیلمی بر اساس این شخصیت به نام «وانکا،wonka» در سبک موزیکال فانتزی ساخته شد، تیموتی شالمه در این فیلم نمایانگر شخصیت ویلی وانکا است.

## دربارهٔ شخصیت ویلی وانکا
کمپانی برادران وارنر برای نقش ویلی وانکا نیکلاس کیج، جیم کری، مایکل کیتون، برد پیت، ویل اسمیت و آدام سندلر را پیشنهاد داده بودند اما وقتی تیم برتون به عنوان کارگردان انتخاب شد، اولین و تنها گزینه‌اش جانی دپ بود. دپ هم قرارداد را بدون خواندن
فیلمنامه امضا کرد.
تیم برتون و جان اوت (فیلمنامه‌نویس) با هم روی شخصیت پردازی پدر ویلی وانکا کار کردند. برتون در این باره می‌گوید: «شما به کمی از حال و هوای کودکی ویلی وانکا نیاز داشتید تا بفهمید چرا او این گونه‌است در غیر این صورت ویلی وانکا را فقط آدمی عجیب می‌دانستید.»
کمپانی برادران وارنر می‌خواستند ویلی وانکا را پدری مهربان جلوه دهند اما تیم برتون معتقد بود ویلی وانکا نمی‌تواند پدر خوبی باشد چون شخصیتی منزوی دارد و از بچه‌ها هم بازیگوش تر است.
جانی دپ گفته‌است شخصیت جن وایلدر در فیلم سال ۱۹۷۱ شخصیتی برجسته بود و برای نقش ویلی وانکا از آن الهام گرفته‌است.
در رابطه با مقایسهٔ شخصیت ویلی وانکا با مایکل جکسون، تیم برتون گفته‌است: «بین آنها تفاوت بزرگی وجود دارد: مایکل جکسون بچه‌ها را دوست داشت اما ویلی وانکا از بچه‌ها متنفر است. به نظر من این تفاوت خیلی بزرگ است.»
جانی دپ هم گفته‌است: «ویلی وانکا با مایکل جکسون شباهتی ندارد اگر قرار بود ویلی وانکا با کسی مقایسه شود آن شخص هاوارد هیوز است: منزوی، وسواسی و دقیق.»
برتون هم با شباهت ویلی وانکا به هیوز موافق است و از چارلز فاستر کین در شهروند کین الهام گرفته‌است: شخصیتی با استعداد که ضربهٔ روحی می‌خورد و به دنیای خودش بر می‌گردد.